# Misasagi (metropolitana di Kyoto)
Misasagi (御陵駅?, Misasagi-eki) è una stazione della metropolitana di Kyoto che si trova nel quartiere di Yamashina-ku di Kyoto. La stazione è servita dalla linea Tōzai, gestita dall'Ufficio municipale dei trasporti di Kyoto e dalla linea Keihan Keishin che qui ha il suo capolinea, sebbene tutti i treni continuino verso il centro di Kyoto e il capolinea di Uzumasa Tenjingawa.

## Struttura
La stazione è realizzata su due piani sotterranei, ciascuno dotato di una banchina a isola centrale con due binari dotati di porte di banchina. 

### Binari al secondo piano sotterraneo
| 1 | Linea Tōzai | Da Rokujizō per Karasuma-Oike, Nijō e Uzumasa Tenjingawa |
| 2 | Linea Tōzai | Da Hamaōtsu per Karasuma-Oike, Nijō e Uzumasa Tenjingawa |

### Binari al terzo piano sotterraneo
| 3 | Linea Tōzai            | per Yamashina e Rokujizō |
| 4 | ● Linea Keihan Keishin | per Shinomiya e Hamaōtsu |

## Stazioni adiacenti
| «                    | Servizio    | »                |
| Linea Tōzai          | Linea Tōzai | Linea Tōzai      |
| -------------------- | ----------- | ---------------- |
| Keage                | -           | Yamashina        |
| Linea Keihan Keishin |             |                  |
| Keage (linea Tōzai)  | -           | Keihan-Yamashina |